# Османлы, Джейхун Юнис оглы
Джейхун Юнис оглы Османлы (азерб. Ceyhun Yunis oğlu Osmanlı; род. 30 января 1982, Баку) — общественно-политический деятель, исследователь и аналитик, депутат IV созыва Милли Меджлиса (парламента) Азербайджанской Республики, основатель и первый руководитель общественного объединения «Ирели» (2005—2012 гг.), председатель Движения зеленых Азербайджана, основатель и директор Центра Инициатив и Проектов «TLM».

## Биография
Джейхун Османлы родился 30 января 1982 года в городе Баку. В 1989—1999 годах получил среднее образование в Баку, в 1999 году поступил в Бакинский государственный университет. В 2003 году окончив университет, получил степень бакалавра политических наук, а в 2005 году — диплом магистра по той же специальности с отличием.
Джейхун Османлы поступил в аспирантуру Азербайджанского Государственного Экономического Университета в 2006 году и получил степень кандидата экономических наук в 2015 году. Является доцентом.
Участник таких программ, как Программа «SENSE», организованная Варшавским университетом и Польской академией безопасности в 2007 году, программа «Лидеры в развитии» Гарвардского университета в 2008 году, программа «Обеспечение качества на национальном и институциональном уровне» Королевского технологического института (KHT) Швеции в 2018 году, Программа экономического консалтинга и исследований (EKT) «Развитие системы обеспечения качества в высших учебных заведениях» в Литве, программа «Защита молодежи» компании «EduCare Learning Ltd.» Великобритании в 2019 году, программа «Создание и развитие систем обеспечения качества» Университета Мидлсекс в Великобритании. В 2019 году ему было присвоено звание почетного профессора Школы бизнеса Монтрё, Швейцария. С апреля 2012 года является почетным гражданином Техаса.
Знает азербайджанский, русский, английский и турецкий языки. Имеет троих детей[значимость факта?].

## Общественно-политическая деятельность
В 1999 году Джейхун Османлы, начавший общественную деятельность еще в студенческие годы, основал Общественное объединение «Волонтеры Азербайджана». С сентября 2000 года по июнь 2006 года занимал должность президента этого общественного объединения. В 2005 году Общественное объединение «Волонтеры Азербайджана» было награждено Генеральным секретарем Совета Европы Терри Дэвисом специальным сертификатом как одно из лучших объединений Европы.
В ноябре 2002 года Джейхун Османлы был избран членом Консультативного совета по делам молодежи и Программного комитета Совета Европы и до ноября 2005 года работал в этом учреждении, центр которого находится в Страсбурге. В эти годы Джейхун Османлы принимал участие в принятии решений Европейского Молодежного Фонда, выступал с лекциями о деятельности организации в разных странах.
В 2004—2006 годах был генеральным секретарем Национального Совета Молодежных Организаций Азербайджанской Республики, в 2006—2009 годах — председателем Молодежного Парламента Азербайджана, первого молодежного парламента на Кавказе.
В 2005 году Джейхун Османлы был одним из соучредителей молодежного движения «Ирели». В 2008 году, когда это движение было преобразовано в общественное объединение, был избран его председателем и возглавлял это общественное объединение до мая 2012 года.
В 2008 году был адвокатом Ильхама Алиева, выдвинутого на пост Президента на президентских выборах, состоявшихся в Азербайджанской Республике. В 2009 году был избран членом Совета государственной поддержки неправительственных организаций при Президенте Азербайджанской Республики.
В 2010 году был избран депутатом четвертого созыва Милли Меджлиса (парламента) Азербайджанской Республики от первого Сабирабадского избирательного округа № 63. Входил в состав комитета парламента по международным и межпарламентским связям, а также рабочих групп по связям с парламентами Эстонии, Иордании, Латвии и Мексики.
В 2010—2015 годах Джейхун Османлы был членом азербайджанской делегации Парламентская ассамблея «Евронест». Он был избран членом Совета директоров Парламентской сети Всемирного банка и Международного валютного фонда.
В 2017—2019 годах Джейхун Османлы был проректором Университета «Одлар Юрду», в 2018—2019 годах был участником проекта «Создание центров обеспечения качества в вузах Азербайджана» и членом правления «British School in Baku». В декабре 2019 года основал в Азербайджане Движение зеленых (Azerbaijan Green Movement). Является основателем и директором Центра Инициатив и Проектов «TLM».